# Emeli Sandé
Adele Emily Sandé, mais conhecida por seu nome artístico Emeli Sandé, é uma cantora e compositora escocesa de R&B e Soul. Ficou conhecida ao participar dos singles "Diamond Rings" de Chipmunk e "Never Be Your Woman" do rapper "Wiley", ambos singles de sucesso no Reino Unido. Ela já escreveu para muitos artistas incluindo Cheryl Cole, Cher Lloyd, Leona Lewis, Preeya Kalidas, Susan Boyle e Tinie Tempah.
Em 2010, ela assinou um contrato com a editora EMI Music Publishing. Mais tarde, ela anunciou que a Virgin Records lhe havia dado um contrato de gravação. Sande lançou seu primeiro single solo "Heaven" em agosto de 2011, que foi um sucesso instantâneo em todo o mundo. Sande tem dois singles número um em todo o Reino Unido e da Irlanda com "Read All About It" com o Professor Green e "Next to Me". Ela lançou Our Version of Events, em fevereiro de 2012, após o lançamento o álbum atingiu o número um no Reino Unido.

## Vida pessoal
Emeli Sandé nasceu em 10 de março de 1987, de um pai zambiano e uma mãe inglesa, foi criada em Alford, Aberdeenshire, Escócia. Com 11 anos de idade, quando ainda estava na escola primária Sandé escreveu sua primeira canção, usada em um show de talentos da escola. Disse também que sempre soube que queria ser um músico e que esta foi a primeira que vez que pensou que poderia ser uma compositora.
Estudou medicina na Universidade de Glasgow, com um grau intercalado em neurologia, tendo feito uma pausa nos estudos no 4º ano do curso. Ela disse que a educação era uma das coisas mais importante para ela, dizendo que se sua carreira musical não desse certo, ela tem a educação para voltar atrás. Sandé disse que o seu empresário, Adrian Sykes, esperou pacientemente, desde que ela tinha 16 anos, dizendo: "Adrian realmente respeita que eu quero ter uma educação e curso concluídos. Ele também sabe que os meus pais estão ansiosos para que eu termine a faculdade."
Em janeiro de 2012, Sandé confirmou que tinha ficado noiva do seu namorado de longa data (de sete anos) que, na altura, era desconhecido. Ele tinha pedido para não ser identificado e Sandé afirmou que ele não fazia parte da cena musical mas que trabalhava na área científica. Descobriu-se posteriormente que ele era o biólogo marinho Adam Gouraguine quando eles se casaram no seu país natal (Montenegro), em 15 de setembro de 2012. Sandé declarou que ela iria passar a usar o nome Emeli Sandé Gouraguine, embora se desconheça se ela manterá o nome artístico ou também o mudará.

## Carreira
Sandé começou escrevendo músicas para artistas como Alesha Dixon, Chipmunk, Professor Green, Devlin, Preeya Kalidas, Cheryl Cole e Tinie Tempah. Assinou um contrato com a gravadora Virgin Records em 2010. Mais tarde, ela assinou outro contrato com a EMI Records no início de 2011. Sandé fez sua estréia na carreira de cantora em 2009, quando participou do single do rapper Chipmunk "Diamond Rings", música escrita pelos dois. O single alcançou o n º 6 no UK Singles Charts, tornando-o o primeiro Hit Top 10 de Chipmunk e Sandé. Mais tarde, apareceu nos vocais da música "Never Be Your Woman" do rapper "Wiley", o single alcançou o número oito nas paradas de singles do Reino Unido e tornou-se a segunda vez consecutiva de Sandé num single top 10. Sandé anunciou que, logo que apareceu a cantora Adele, mudou seu nome de Adele Sande, ao seu nome do meio Emeli Sande.
Ao fazer seu álbum de estréia, Sandé começou a trabalhar com Tinie Tempah. Co-escreveu "Let Go", que conta com ela também nos vocais. Ela também declarou trabalhar com Devlin depois de gravar uma canção intitulada "Dreamer". Sandé revelou mais tarde que ela estaria trabalhando no próximo álbum de Alesha Dixon, "The Entertainer". Ela co-escreveu o hit "Radio", junto com Shahid Khan, e co-escreveu as faixas dos álbuns de Cheryl Cole e Professor Green, que Sandé também forneceu os vocais.
Havia alguma especulação em torno de que faixa ela iria lançar, depois de muitos jornais afirmaram que seria "Daddy". O primeiro single oficial do seu próximo álbum de estréia foi "Heaven" e foi lançado em 14 de agosto de 2011. A canção recebeu críticas positivas de blogs, como "This Must Be Pop" e "Pigeon Robot". Posteriormente Sandé escreveu canções para Leona Lewis e Susan Boyle, e a música "This Will Be The Year" faz parte do álbum de Boyle "Someone to Watch Over Me", lançado em novembro de 2011. Depois, participou do single "Read All About It" do rapper Professor Green, que se tornou um grande sucesso em vários países.

### 2011–presente:Our Version of Eventse sucesso internacional como compositora

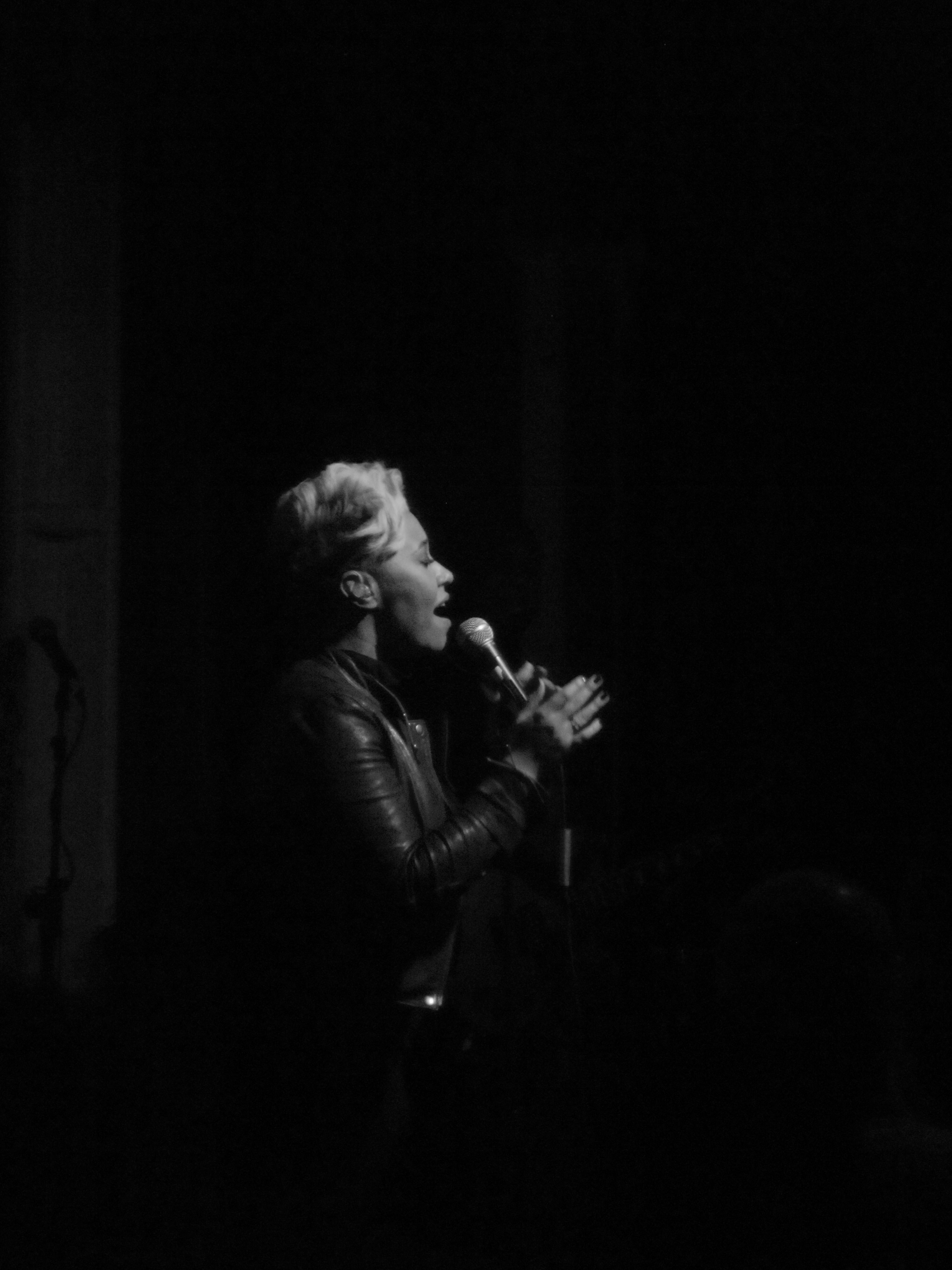
Emeli Sandé no XOYO

Simon Cowell revelou que ela é a favorita compositora no momento, devido a suas canções escritas para Leona Lewis e Susan Boyle. Sandé declarou em uma entrevista; "Eu adoraria conhecer Boyle depois de escrever canções para ela dizendo: "Eu não a conheci ainda. Acabei de enviar-lhe a canção. Eu adoraria conhecê-la porque acho que ela é uma Rockstar". Uma música que tinha sido co-escrita por Sandé irá aparecer no novo álbum de Boyle, intitulado Someone To Watch Over Me. Leona tinha ouvido algumas músicas de modo que tivemos uma semana no estúdio com ela. Leona e eu nos dávamos muito bem. Então nós tivemos uma semana juntos. Foi muito natural. Ela gravou uma canção chamada, "Problems and more Mountains", por isso estou ansioso para ouvi-las em seu álbum". Foi revelado depois que o Professor Green anunciou a sua lista de álbuns de rastreamento para seu álbum, At Your Inconvenience, que seria baseado no álbum, "Read All About It" de Sandé. O single estava previsto para ser lançado em outubro de 2011, [informação datada] uma semana antes do lançamento do álbum. A dupla também cantou a música ao vivo no The X Factor.
Ela confirmou que "Daddy" seria o segundo single oficial retirado do álbum Our Version of Events. Em 26 de novembro, Sandé realizou um espetáculo no LG Arena em Birmingham para os BRMB 2011. Em 15 de dezembro de 2011, ela foi nomeada como o Brit Awards Critics' Choice. Sandé e seu álbum de estreia inclui canções escritas por ela e foi reconhecido como sendo "ricamente melódico, classicamente poderoso, retro-futuristas e com alma de canções pop intemporais". Ela reconhece que a sua música foi influenciada pela de Nina Simone, Joni Mitchell e Lauryn Hill. Sandé disse que todas as suas canções são sobre a paz mundial e questões políticas. O álbum atingiu o número 1 e 2 no Reino Unido e Irlanda e ficou bem posicionado em mais de 10 países europeus e na Austrália.
Sandé disse que a chave para uma boa música quando está usando a escrever letras é "honestidade" e "pura emoção". Ela disse que se ela tenta escrever algo que é "muito inteligente" o processo criativo não vai resultar com ela e dá como exemplo "Kill the Boy", que foi uma das primeiras ideias que vieram à cabeça de Sandé. Ela disse que se ela tem que trabalhar em uma música mais do que um dia, ela não vai voltar a ela e ela não vai funcionar, isto é, para funcionar, a ideia para a música seria quase instantânea. Foi anunciado que ela estava nomeada para mais um Brit Award em 2012. Sandé está atualmente escrevendo material para a formação original das Sugababes. Em 24 de janeiro de 2012, Sande realizou um show off para a revista Q, em XoYo, Londres. Ela gravou uma versão da música de David Guetta, "Titanium", e o par executou a canção no NRJ Music Awards, em França.

## Discografia
| Ano  | Detalhes do Álbum | Singles                                                             |
| ---- | --- | ------------------------------------------------------------------- |
| 2012 | Our Version of Events - Lançamento: 13 de Fevereiro - Gravadora(s): Virgin EMI Records - Formato(s): CD e Download              | - Heaven - Daddy - Next to Me - My Kind of Love                     |
| 2013 | Live at the Royal Albert Hall - Lançamento: 18 de Fevereiro - Gravadora(s): Virgin, EMI - Formato(s): CD, DVD, Download digital | - I Wish I Knew How It Would Be To Be Free                          |
| 2016 | Long Live the Angels - Lançamento: 11 de novembro - Gravadora(s): Virgin EMI Records - Formato(s): CD e Download                | - Breathing Underwater - Hurts - Garden - High & Lows               |
| 2017 | Kingdom Coming - Lançamento: 03 de novembro - Gravadora(s): Virgin EMI Records - Formato(s): CD e Download                      | - Starlight - Higher                                                |
| 2019 | Real Life - Lançamento: 13 de Setembro - Gravadora(s): Virgin EMI Records - Formato(s): CD e Download                           | - Sparrow - Extraordinary Being - Shine - You are not Alone         |
| 2022 | Let's Say for Instance - Lançamento: 06 de Maio de 2022 - Gravadora: Chrysalis - Formato(s): CD, Vinil, Download digital        | - Family - Look What You've Done - Brighter Days - There Isn't Much |
| 2023 | How Were We to Know | - There For You                                                     |

## Prêmios e indicações

### BET Awards
| Ano  | Indicação   | Categoria                 | Resultado | Ref    |
| ---- | ----------- | ------------------------- | --------- | ------ |
| 2012 | Emeli Sandé | Artista Internacional: UK | Indicado  | [ 18 ] |

### BRIT Awards
| Ano  | Indicação   | Categoria                   | Resultado | Ref    |
| ---- | ----------- | --------------------------- | --------- | ------ |
| 2012 | Emeli Sandé | Escolha da Crítica          | Venceu    | [ 19 ] |
| 2012 | Emeli Sandé | Artista Revelação Britânico | Indicado  | [ 19 ] |

### MOBO Awards
| Ano  | Indicação   | Categoria         | Resultado | Ref    |
| ---- | ----------- | ----------------- | --------- | ------ |
| 2011 | Emeli Sandé | Artista Revelação | Indicado  | [ 20 ] |

### Virgin Media Music Awards
| Ano  | Indicação                                               | Categoria         | Resultado | Ref    |
| ---- | ------------------------------------------------------- | ----------------- | --------- | ------ |
| 2012 | Emeli Sandé                                             | Artista Revelação | Indicado  | [ 21 ] |
| 2012 | "Read All About It" (Professor Green part. Emeli Sandé) | Colaboração       | Indicado  | [ 22 ] |

### O2 Silver Clef Awards
| Ano  | Indicação   | Categoria                        | Resultado | Ref    |
| ---- | ----------- | -------------------------------- | --------- | ------ |
| 2012 | Emeli Sandé | American Express Prêmio Inovação | Venceu    | [ 23 ] |